# Arcturus scabrosus
Arcturus scabrosus is een pissebed uit de familie Arcturidae. De wetenschappelijke naam van de soort is voor het eerst geldig gepubliceerd in 1904 door Norman.